# Saint-Paul-de-Loubressac
Saint-Paul-de-Loubressac is een plaats en voormalige gemeente in het Franse departement Lot in de regio Occitanie en telt 430 inwoners (1999). De plaats maakt deel uit van het arrondissement Cahors.

## Geschiedenis
Saint-Paul-de-Loubressac is op 1 januari 2016 gefuseerd met de gemeente Flaugnac tot de gemeente Saint-Paul-Flaugnac. 

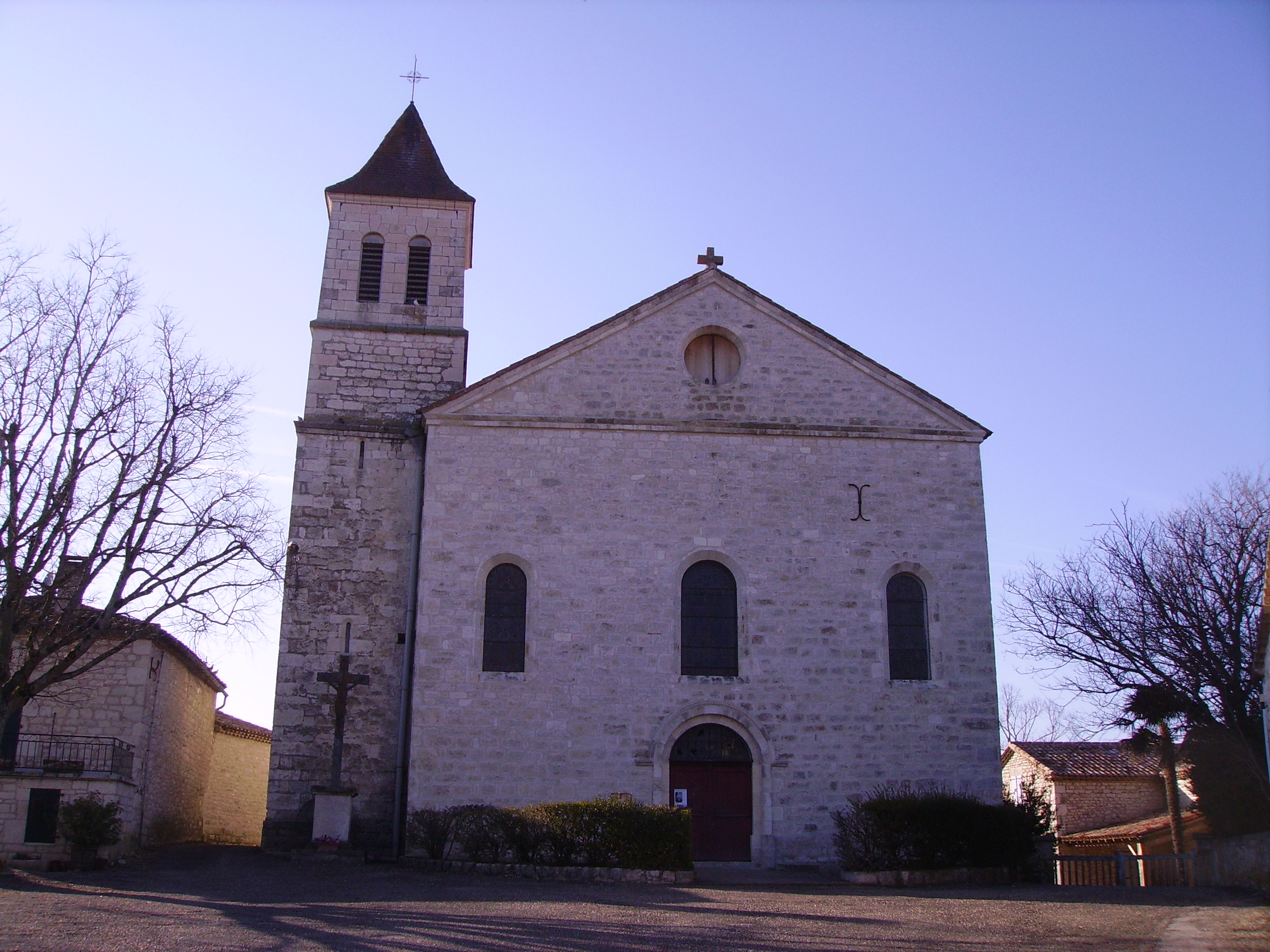
De kerk van Saint-Paul-de-Loubressac

## Geografie
De oppervlakte van Saint-Paul-de-Loubressac bedraagt 20,1 km², de bevolkingsdichtheid is 21,4 inwoners per km².
De onderstaande kaart toont de ligging van Saint-Paul-de-Loubressac met de belangrijkste infrastructuur en aangrenzende gemeenten.

## Demografie
Onderstaande figuur toont het verloop van het inwonertal.